# Pere Badia
Pere Badia (Barcelona, segona meitat del segle xv - ? v. 1513), fou un escriptor català en llengua llatina.

## Biografia[1]
Fou notari i escrivà reial a Barcelona (1497)
Exercí l'ofici de receptor de la Inquisició des de 1496.
Tingué relació amb el negoci de la impremta, aleshores naixent, per quan intermedià en l'edició d'algunes obres impreses per Joan Luschner o per Nicolau Spindeler.
La seva obra, centrada en el gènere epistolar, està constituïda pel pròleg d'una obra de l'inquisidor Nicolau Eimeric, publicada per encàrrec de l'inquisidor general Diego de Deza i impresa per Joan Luschner, així com pel pròleg a les Introductiones latinae de Nebrija, impresa també per Luschner.

## Obres
- Epístola a Diego de Deza, pròleg de l'edició del Directorium Inquisitorum de Nicolau Eimeric. Joan Luschner, Barcelona, 1503.
- Epístola a Diego de Deza, pròleg de l'edició de les Introductiones latinae de Nebrija. Joan Luschner, Barcelona 1505.